# Barberton, Ohio
Barberton är en stad (city) i Summit County i Ohio. Vid 2010 års folkräkning hade Barberton 26 550 invånare.